# Castril (Guadiana Menor)
Pour les articles homonymes, voir Castril (Grenade).
Le Castril est une rivière espagnole, affluent du Guadiana Menor.